# Prematuur ovarieel falen
Prematuur ovarieel falen (POF, ook primair ovarieel falen of premature ovariële insufficiëntie (POI)) is een aandoening waarbij de menopauze (overgang) vervroegd optreedt, namelijk voor een vrouw veertig jaar oud is. De eierstokken houden op met ovuleren en de menstruatie stopt. De gemiddelde leeftijd voor westerse vrouwen om in de overgang te komen ligt rond de 51 jaar. Deze vervroegde menopauze komt voor bij ongeveer 1 à 2 op de 100 vrouwen.
De term POF is inmiddels officieel vervangen door premature ovariële insufficiëntie (POI), een term die een iets minder negatieve bijklank zou hebben.
POF of POI wordt veroorzaakt doordat er geen eiblaasjes meer groeien in de eierstokken. Dit kan ook gebeuren wanneer een patiënte nog een kinderwens heeft. Wanneer POI gediagnosticeerd wordt dient een kinderwens of een mogelijk toekomstige kinderwens met patiënte besproken te worden, en dienen eventueel maatregelen getroffen te worden om de kinderwens in de toekomst te verwezenlijken door het invriezen van eicellen. Dit is niet altijd meer mogelijk en kan niet in elk ziekenhuis.
Hoewel de oorzaak meestal niet bekend is, kan POI veroorzaakt worden door:
- beschadiging of verwijdering van de eierstokken (door chemotherapie, bestraling of een operatie),
- een enzymafwijking,
- een erfelijke afwijking of
- een auto-immuunziekte.

Een vroege overgang kan een verhoogde kans op botontkalking (osteoporose) en hart- en vaatziekten geven. De kans op borstkanker is juist minder groot, doordat vrouwen minder lang zijn blootgesteld aan hormonen. Vanwege de verhoogde kans op botontkalking en hart- en vaatziekten is een gezonde leefstijl (niet roken, gezond eten en voldoende lichaamsbeweging zoals lopen) van extra belang. Daarnaast wordt vaak in overleg met een arts gestart met hormonale suppletie.